# 光貞台
光貞台（みつさだだい）は福岡県北九州市八幡西区の地名。光貞台一丁目から三丁目の町がある。住居表示実施済み。郵便番号は807-0805。

## 地理
八幡西区の西部北端に位置し、東に本城学研台，大字本城、南に千代ケ崎、南西に医生ケ丘、西に浅川学園台と接し、北に若松区と接する。

## 地域の特徴
緩傾斜の台地に立地する住宅地。北九州学術研究都市に隣接する文教地区である。町域の南に位置する一丁目の南縁を県道11号有毛引野線が東西に走っており、道路沿いにはUR都市機構本城西団地の住宅棟が立ち並ぶ。

一丁目に光貞小学校，折尾西本城郵便局，西日本シティ銀行 本城支店，光貞台公民館，サニー 本城店がある。

## 歴史
昭和50年代前半の組合施行による土地区画整理事業で造成された住宅地である。

### 沿革
- 1977年（昭和52年）11月28日 - 光貞台二丁目 - 三丁目新設[5][注 1]。
- 1978年（昭和53年）6月1日 - 光貞台一丁目新設。光貞台一丁目 - 三丁目で住居表示実施[6][7]。
- 1981年（昭和56年）4月 - 本城ショッピングセンターの核店舗として光貞台一丁目に井筒屋本城店が開店（1984年8月に閉店）[8][9]。

### 町名の変遷
| 実施内容          | 実施年月日                 | 実施後       | 実施前                             |
| ----------------- | -------------------------- | ------------ | ---------------------------------- |
| 町名新設          | 1977年（昭和52年）11月28日 | 光貞台二丁目 | 大字本城                           |
| 町名新設          | 1977年（昭和52年）11月28日 | 光貞台三丁目 | 大字本城                           |
| 町名新設 住居表示 | 1978年（昭和53年）6月1日   | 光貞台一丁目 | 大字本城                           |
| 住居表示          | 1978年（昭和53年）6月1日   | 光貞台二丁目 | 光貞台二丁目の全部、大字本城の一部 |
| 住居表示          | 1978年（昭和53年）6月1日   | 光貞台三丁目 | 光貞台三丁目の全部、大字本城の一部 |

## 世帯数と人口
2025年（令和7年）3月31日現在（北九州市発表）の世帯数と人口は以下の通りである。
| 町           | 世帯数    | 人口    |
| ------------ | --------- | ------- |
| 光貞台一丁目 | 643世帯   | 1,348人 |
| 光貞台二丁目 | 399世帯   | 977人   |
| 光貞台三丁目 | 376世帯   | 843人   |
| 計           | 1,418世帯 | 3,168人 |

### 人口の変遷
国勢調査による人口の推移。
| 1995年（平成7年）  | 2,831人 | [ 11 ] |  |
| 2000年（平成12年） | 2,808人 | [ 12 ] |  |
| 2005年（平成17年） | 2,647人 | [ 13 ] |  |
| 2010年（平成22年） | 2,630人 | [ 14 ] |  |
| 2015年（平成27年） | 2,543人 | [ 15 ] |  |
| 2020年（令和2年）  | 2,609人 | [ 16 ] |  |

### 世帯数の変遷
国勢調査による世帯数の推移。
| 1995年（平成7年）  | 1,019世帯 | [ 11 ] |  |
| 2000年（平成12年） | 1,042世帯 | [ 12 ] |  |
| 2005年（平成17年） | 1,029世帯 | [ 13 ] |  |
| 2010年（平成22年） | 1,067世帯 | [ 14 ] |  |
| 2015年（平成27年） | 1,051世帯 | [ 15 ] |  |
| 2020年（令和2年）  | 1,078世帯 | [ 16 ] |  |

## 学区
市立小・中学校に通う場合、学区は以下の通りとなる。
| 町           | 街区 | 小学校               | 中学校               |
| ------------ | ---- | -------------------- | -------------------- |
| 光貞台一丁目 | 全域 | 北九州市立光貞小学校 | 北九州市立浅川中学校 |
| 光貞台二丁目 | 全域 | 北九州市立光貞小学校 | 北九州市立浅川中学校 |
| 光貞台三丁目 | 全域 | 北九州市立光貞小学校 | 北九州市立浅川中学校 |

## 交通

### バス
域内のバス停と系統は以下のとおりである。
| 運行事業者 | 運行事業者   | 北九州市交通局 | 北九州市交通局 | 北九州市交通局             |
| 系統       | 系統         | 33             | 35             | 臨時 ジ アウトレット北九州 |
| 停留所     | 光貞小学校前 | ○              | ○              | ○                          |

### 道路
- 県道11号有毛引野線

## 施設

### 公共施設
- 光貞公民館

### 教育施設
- 北九州市立光貞小学校

### 金融機関
- 折尾西本城郵便局
- 西日本シティ銀行 本城支店

### 商業施設
- サニー 本城店

### 公園
- 光貞池公園
- 光貞台西公園
- 光貞台東公園
- 光貞台南公園